# Lindera turfosa
Lindera turfosa är en lagerväxtart som beskrevs av André Joseph Guillaume Henri Kostermans. Lindera turfosa ingår i släktet Lindera och familjen lagerväxter. Inga underarter finns listade i Catalogue of Life.